# 战神广场 (圣彼得堡)

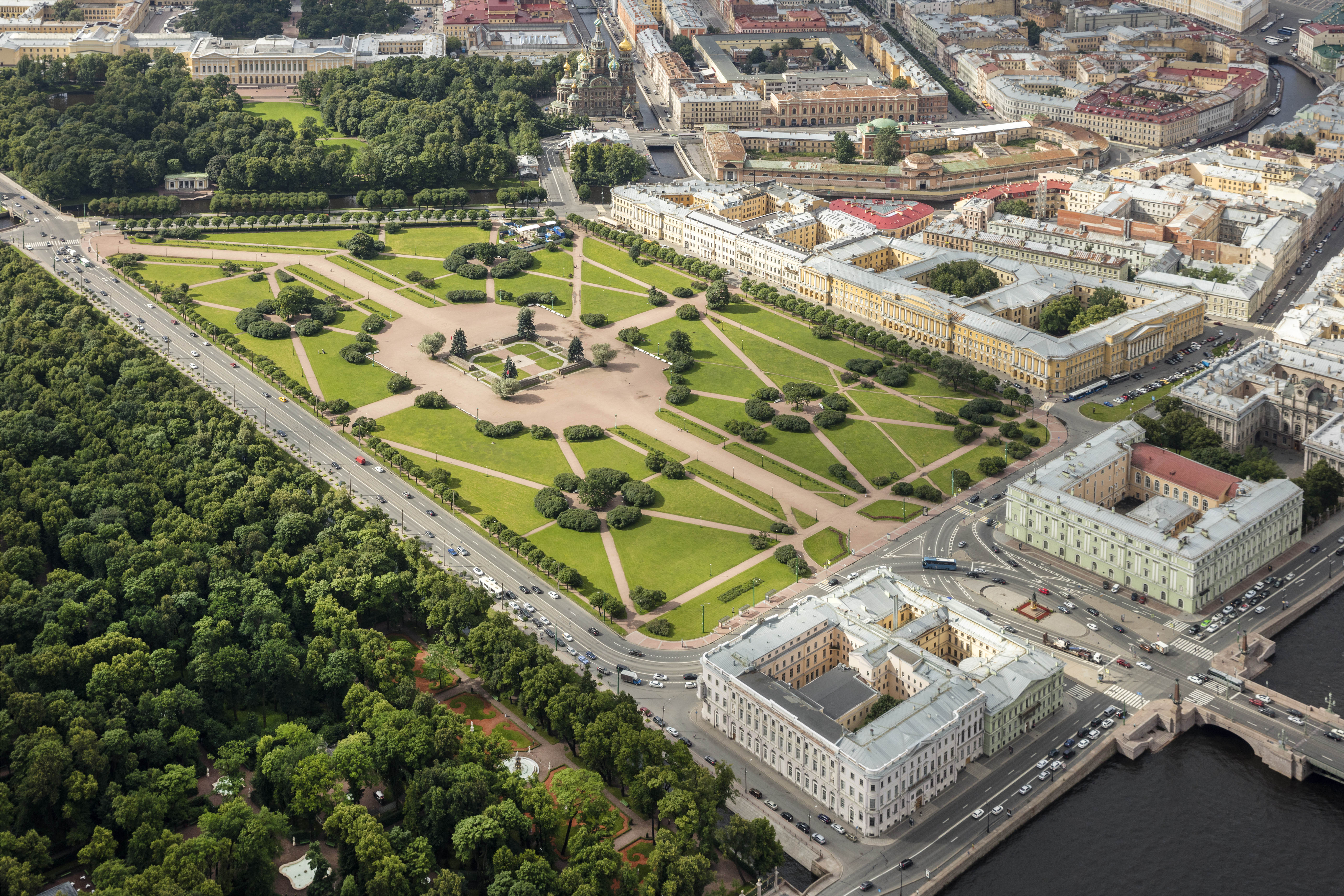
鸟瞰广场

战神广场（羅馬化：Marsovo pole）是圣彼得堡市中心的一个大型公园，得名于罗马战神玛尔斯，占地面积约9公顷。战神广场的北面是大理石宫，南部边界是莫伊卡河。
战神广场可以追溯到圣彼得堡建城的第一年，当时它称为大草甸。后来为庆祝在大北方战争中获胜，更名为快乐广场。在1740年代，短暂被辟为公园小径，和鲜花草坪。下一个名字 – 女皇草甸–显示王室委托 Rastrelli为女皇葉卡捷琳娜一世兴建夏宫。18世纪末，女皇草甸竖立纪念俄罗斯军队的胜利的纪念碑。1799年，广场中心竖起鲁缅采夫方尖碑，1801年，南部又竖起军事领袖亚历山大·瓦西里耶维奇·苏沃洛夫纪念碑，以罗马战神玛尔斯代表。1805年女皇草甸正式更名为战神广场。1942年夏天，战神广场改为菜园，以供应被围困的列宁格勒。

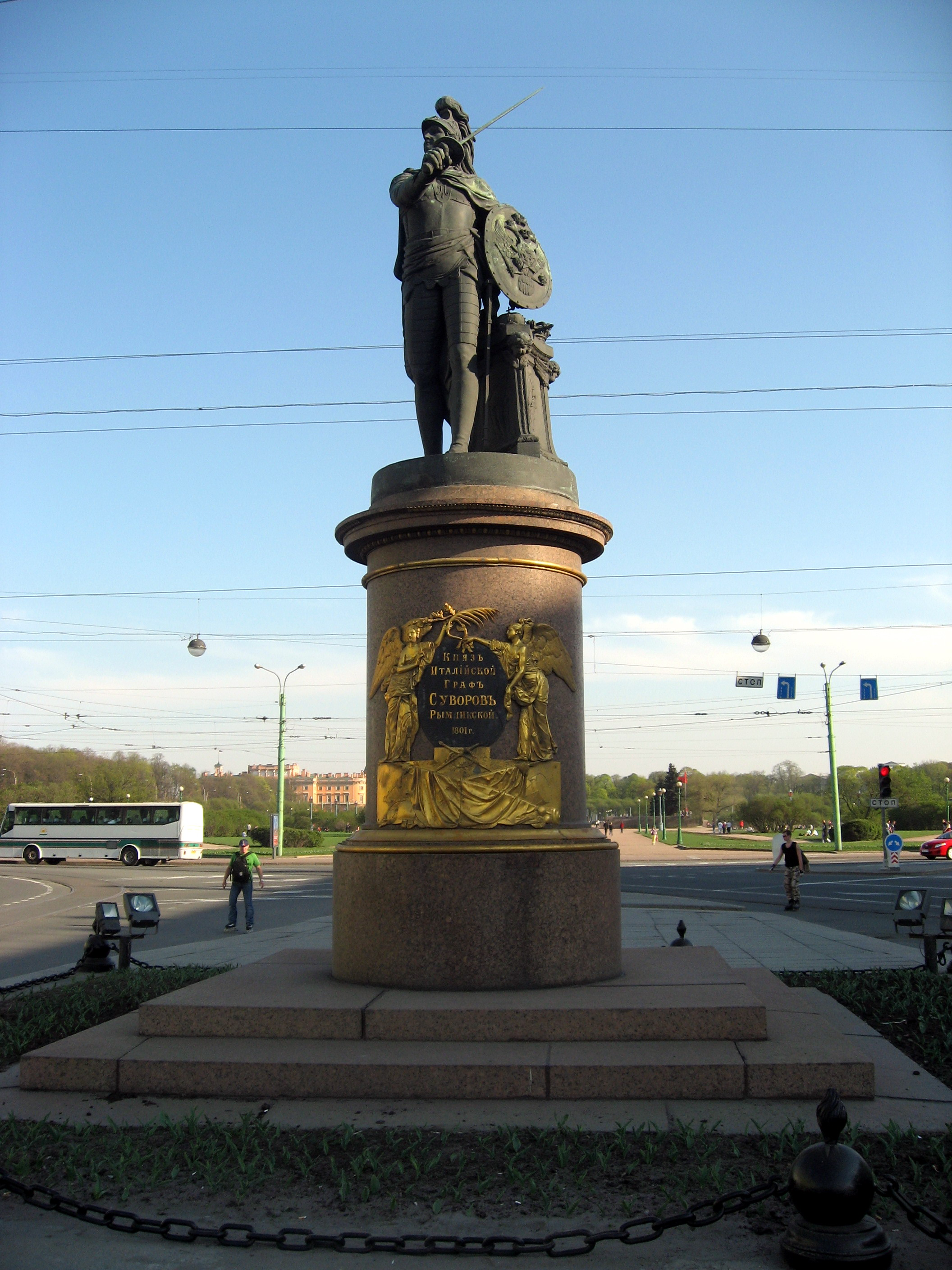
战神玛尔斯